# Thiersheim
Thiersheim ist ein Markt im Landkreis Wunsiedel im Fichtelgebirge (Regierungsbezirk Oberfranken) an der Bayerischen Porzellanstraße und der Sitz der Verwaltungsgemeinschaft Thiersheim.

## Geographie

### Lage
Thiersheim liegt in der Nähe des Galgenbergs im Fichtelgebirge, nahe der Grenze zur Tschechischen Republik unmittelbar an der Bundesautobahn 93 (Anschlussstelle 11, Thiersheim).

### Gemeindegliederung
Es gibt 15 Gemeindeteile (in Klammern ist der Siedlungstyp angegeben):
- Altdürrlas (Einöde)
- Berthardsruhe (Einöde)
- Böhmmühle (Einöde)
- Grafenreuth (Dorf)
- Karlmühle (Einöde)
- Kleehof (Einöde)
- Kothigenbibersbach (Dorf)
- Leutenberg (Dorf)
- Mittelmühle (Einöde)
- Neuenreuth (Dorf)
- Putzenmühle (Dorf)
- Steinhäuser (Weiler)
- Stemmas (Dorf)
- Thiersheim (Hauptort)
- Wampen (Dorf)

## Geschichte

### Ortsgeschichte
Der Name Thiersheim leitet sich wahrscheinlich ab von Heim des Teor (oder Tior, Tier). Im Jahre 1182 fand Thiersheim erstmals urkundliche Erwähnung in einer von Kaiser Friedrich Barbarossa bestätigten Schenkung des Ortes an das Benediktinerkloster Reichenbach. Von 1415 bis 1791 stand Thiersheim unter der Herrschaft der einstigen Burggrafen von Nürnberg und späteren Markgrafen von Brandenburg beziehungsweise  Bayreuth. Das Markgraftum Ansbach-Bayreuth gehörte ab 1500 zum Fränkischen Reichskreis und kam 1792 zum Königreich Preußen. Nach vorheriger vierjähriger französischer Besetzung gelangte der Ort 1810 zum Königreich Bayern. Im Jahr 1818 entstand mit dem Gemeindeedikt die politische Gemeinde, die im Jahr 1871 1249 Einwohner hatte, von denen 1235 evangelisch waren. 1914 erhielt Thiersheim über die Bahnstrecke Holenbrunn–Selb-Plößberg Anschluss an das deutsche Eisenbahnnetz. 1986 wurde der Personenverkehr eingestellt. Inzwischen wurde die Strecke auf dem Abschnitt Holenbrunn–Selb Stadt stillgelegt und abgebaut.
2007 fanden im Rahmen der 825-Jahr-Feier ein feierlicher historischer Festzug und ein historischer Markt statt.

### Eingemeindungen
Im Zuge der Gebietsreform in Bayern wurde am 1. Januar 1977 die Gemeinde Stemmas eingegliedert. Am 1. April 1977 kamen Teile der aufgelösten Gemeinde Kothigenbibersbach hinzu. Gebietsteile der aufgelösten Gemeinde Grafenreuth (Gemeindeteile Grafenreuth, Kleehof, Leutenberg, Putzenmühle und Wampen) folgten am 1. Januar 1978. Zum 1. April 2013 wurde ein Teil des gemeindefreien Gebiets Hohenberger Forst eingemeindet.

### Einwohnerentwicklung
Zwischen 1988 und 2018 sank die Einwohnerzahl von 2194 auf 1793 um 401 bzw. um 18,3 %.

## Politik

### Gemeinderat
Die Kommunalwahlen seit 2002 führten zu folgenden Sitzverteilungen bzw. Stimmenanteilen im Marktgemeinderat:
| Partei/Liste      | 2002  | 2008  | 2014  | 2020 | 2020  |
| Partei/Liste      | Sitze | Sitze | Sitze | %    | Sitze |
| ----------------- | ----- | ----- | ----- | ---- | ----- |
| CSU               | 7     | 6     | 5     | 41,6 | 5     |
| Aktive Liste (AL) | 2     | 3     | 5     | 31,8 | 4     |
| SPD               | 5     | 5     | 4     | 26,6 | 3     |
| Gesamt            | 14    | 14    | 14    | 100  | 12    |

### Bürgermeister
Werner Frohmader wurde 2020 mit 58,9 % der Stimmen im Amt bestätigt.

### Wappen
|  | Blasonierung: „In Gold ein von drei blau bedachten Türmen überhöhter stilisierter roter Torbau, in dessen Bogen ein rot bewehrter schwarzer Löwe steht.“ |
|  | |

### Städtepartnerschaften
- Bochov, Tschechien

## Kirchliche Einrichtungen

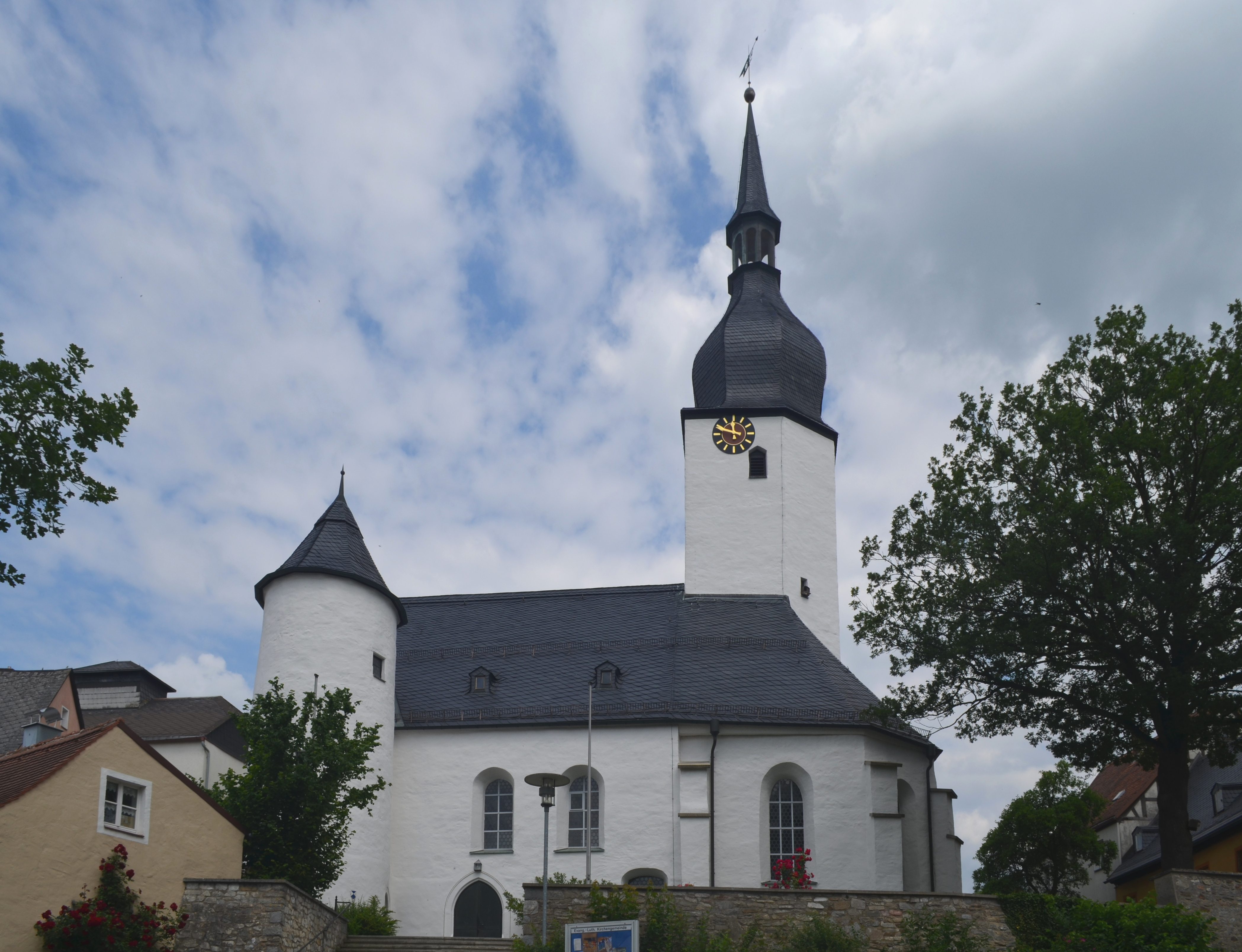
Evangelische Kirche St. Ägidien aus spätromanischer Zeit

- evangelische Kirchengemeinde Thiersheim, St. Ägidien
- katholische Kirchengemeinde Thiersheim, Mariä Himmelfahrt
- Evangelisch-Freikirchliche Gemeinde Thiersheim

## Kultur und Sehenswürdigkeiten

### Friedhof
Auf dem Gemeindefriedhof erinnert eine KZ-Grabstätte mit einem Gedenkstein an 22 KZ-Opfer, die durch die NS-Gewaltherrschaft ihr Leben verloren und dort begraben wurden. Die Umbettung der Opfer, die zunächst am Wegesrand des „Evakuierungsmarsches“ vom KZ Buchenwald zum KZ Flossenbürg verscharrt worden waren, auf den Friedhof Thiersheim erfolgte im Januar 1946; die Einweihung des Gedenksteins fand am 12. August 1948 statt.

## Persönlichkeiten
- Johann Michael Füssel (1753–1824), evangelischer Pfarrer, Hofmeister und Reiseberichtsautor
- Willi Müller (* 1936), Politiker (CSU), Abgeordneter des Bayerischen Landtags und Staatssekretär

## Literatur

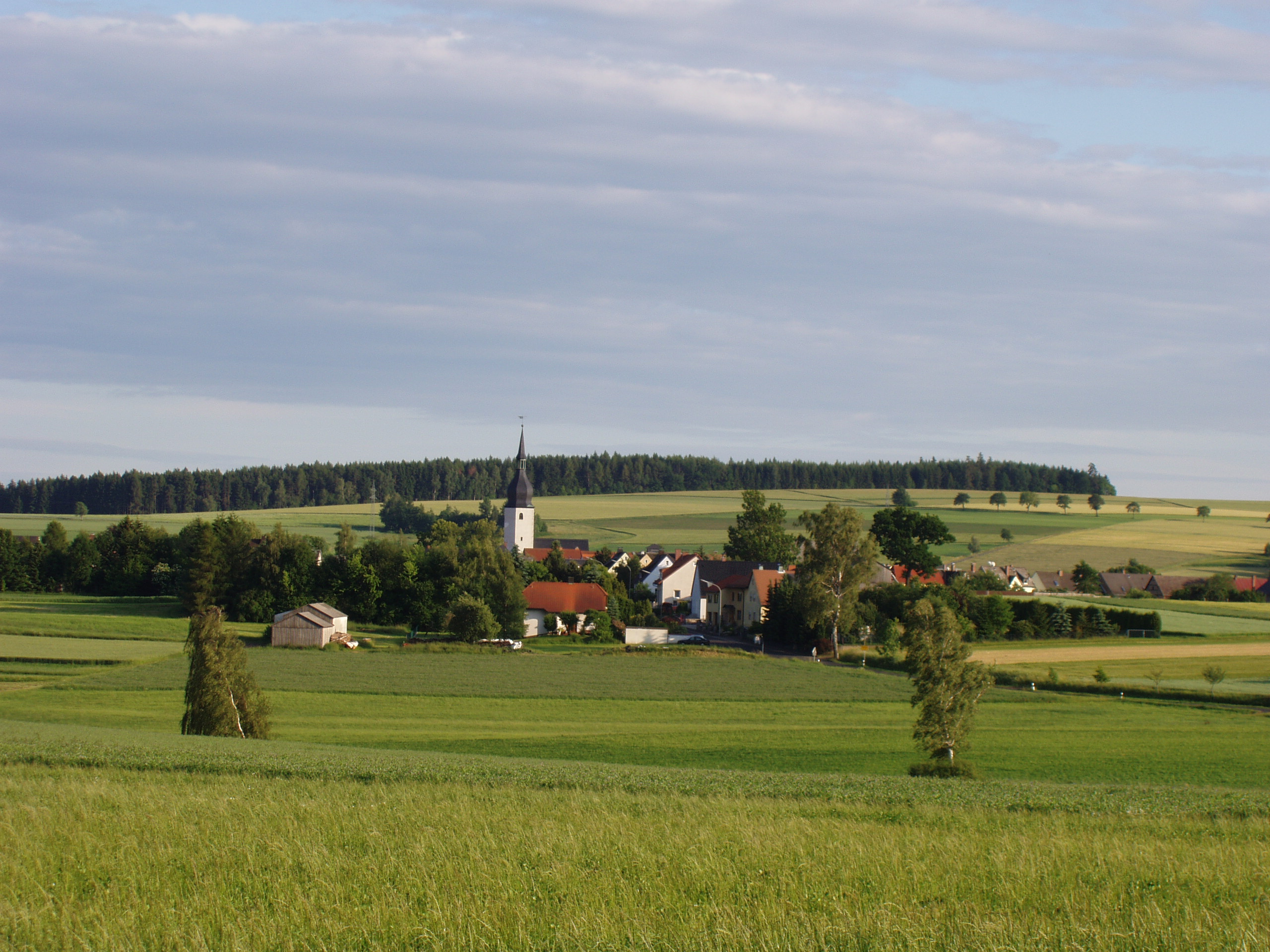
Markt Thiersheim – Blick von Norden